# 在アルゼンチンアメリカ合衆国大使
在アルゼンチンアメリカ合衆国大使（ざいアルゼンチンアメリカがっしゅうこくたいし、スペイン語: Embajador de los Estados Unidos en Argentina）は、アルゼンチンに派遣されたアメリカ合衆国の大使その他の外交使節団の長を指す。
階級はアメリカ合衆国国務省によって付与される。現在の階級は「特命全権大使」である。

## 歴代大使
| #  | 氏名                                   | 階級             | 任命           | 在任期間       | 在任期間       | 備考  |
| #  | 氏名                                   | 階級             | 任命           | 信任状奉呈     | 退任           | 備考  |
| -- | -------------------------------------- | ---------------- | -------------- | -------------- | -------------- | ----- |
| 1  | シーザー・オーガスタス・ロドニー       | 全権公使         | 1823年1月27日  | 1823年12月27日 | 1824年6月10日  |       |
| 2  | ジョン・マーリー・フォーブズ           | 代理公使         | 1825年3月9日   | 1825年4月20日  | 1831年6月14日  |       |
| 3  | フランシス・ベイリーズ                 | 代理公使         | 1832年1月3日   | 1832年6月15日  | 1832年9月26日  |       |
|    | リチャード・ポラード                   | 代理公使         |                |                |                | [ 1 ] |
|    | ハーヴィー・マギー・ウォターソン       | 代理公使         |                |                |                | [ 2 ] |
| 4  | ウィリアム・ブレント                   | 代理公使         | 1844年6月14日  | 1844年11月15日 | 1846年7月7日   |       |
| 5  | ウィリアム・アレクサンダー・ハリス     | 代理公使         | 1846年2月19日  | 1846年7月7日   | 1851年9月12日  |       |
| 6  | ジョン・ペンドルトン                   | 代理公使         | 1851年2月27日  | 1851年9月12日  | 1854年3月31日  |       |
|    | ウィリアム・ビッセル                   | 代理公使         | 1853年5月24日  |                |                | [ 3 ] |
| 7  | ジェイムズ・ピーデン                   | 代理公使         | 1854年5月22日  |                |                | [ 4 ] |
| 7  | ジェイムズ・ピーデン                   | 弁理公使         | 1854年6月29日  | 1855年1月22日  | 1857年5月1日   |       |
| 7  | ジェイムズ・ピーデン                   | 特命全権公使     | 1856年2月25日  |                |                | [ 1 ] |
| 7  | ジェイムズ・ピーデン                   | 弁理公使         | 1856年6月25日  | 1854年12月1日  | 1858年12月1日  |       |
|    | ミラボー・B・ラマー                    | 弁理公使         | 1857年7月23日  |                |                | [ 4 ] |
| 8  | ベンジャミン・カドワース・ヤンシー     | 弁理公使         | 1858年6月14日  | 1858年12月1日  | 1859年9月30日  |       |
| 9  | ジョン・キャッシュマン                 | 弁理公使         | 1859年7月18日  | 1859年12月22日 | 1861年2月17日  |       |
| 10 | ロバート・パルマー                     | 弁理公使         | 1861年3月28日  | 1861年10月5日  | 1862年4月12日  |       |
| 11 | ロバート・キーク                       | 弁理公使         | 1862年3月4日   | 1862年6月21日  | 1866年7月26日  |       |
| 12 | アレクサンダー・アズボス               | 弁理公使         | 1866年3月12日  | 1866年10月20日 | 1868年1月21日  |       |
| 13 | ヘンリー・ゲイサー・ワージントン       | 弁理公使         | 1868年6月5日   | 1868年9月11日  | 1869年7月8日   |       |
| 14 | ロバート・キーク                       | 弁理公使         | 1869年4月16日  | 1869年7月8日   | 1871年11月4日  |       |
|    | チャールズ・ルジャンドル               | 弁理公使         |                |                |                | [ 2 ] |
| 15 | ジュリアス・ホワイト                   | 弁理公使         | 1872年7月23日  |                |                | [ 3 ] |
| 15 | ジュリアス・ホワイト                   | 弁理公使         | 1872年12月12日 | 1873年5月6日   | 1873年11月14日 |       |
| 16 | トマス・オズボーン                     | 弁理公使         | 1874年2月10日  | 1874年5月21日  |                |       |
| 16 | トマス・オズボーン                     | 弁理公使兼総領事 | 1884年7月7日   |                | 1885年10月15日 |       |
| 17 | ベイレス・ハンナ                       | 弁理公使兼総領事 | 1885年6月17日  | 1885年10月15日 | [ 5 ]          |       |
| 17 | ベイレス・ハンナ                       | 特命全権公使     | 1887年7月1日   | 1888年2月15日  | 1889年7月8日   |       |
| 18 | ジョン・ロバート・グラハム・ピトキン   | 特命全権公使     | 1889年7月26日  | 1889年10月31日 | 1893年8月15日  |       |
| 19 | ウィリアム・ブキャナン                 | 特命全権公使     | 1894年1月26日  | 1894年5月19日  | 1899年7月11日  |       |
| 20 | ウィリアム・ペイン・ロード             | 特命全権公使     | 1899年10月16日 | 1900年2月14日  | 1903年3月27日  |       |
| 21 | ジョン・バレット                       | 特命全権公使     | 1903年7月2日   | 1903年12月21日 | 1904年4月27日  |       |
| 22 | アーサー・ボープレ                     | 特命全権公使     | 1903年7月2日   | 1903年12月21日 | 1904年4月27日  |       |
| 23 | スペンサー・エディ                     | 特命全権公使     | 1908年4月2日   | 1908年8月27日  | 1909年1月2日   |       |
|    | ハンティントン・ウィルソン             | 特命全権公使     | 1909年4月2日   |                |                | [ 6 ] |
| 24 | チャールズ・シェリル                   | 特命全権公使     | 1909年4月1日   | 1909年6月30日  | 1910年9月16日  |       |
|    | ジョン・カーター                       | 特命全権公使     | 1911年8月12日  |                |                | [ 3 ] |
| 25 | ジョン・ガレット                       | 特命全権公使     | 1911年12月14日 | 1912年2月29日  | 1913年11月22日 |       |
| 26 | フレデリック・ジェサップ・スティムソン | 特命全権大使     | 1914年10月1日  | 1915年1月8日   | 1921年4月21日  |       |
| 27 | ジョン・リドル                         | 特命全権大使     | 1921年11月18日 | 1922年3月8日   | 1925年5月28日  |       |
| 28 | ピーター・オーガスタス・ジェイ         | 特命全権大使     | 1925年3月18日  | 1925年9月24日  | 1926年12月30日 |       |
| 29 | ロバート・ウッズ・ブリス               | 特命全権大使     | 1927年2月17日  | 1927年9月9日   | 1933年4月29日  |       |
| 30 | アレクサンダー・ウェデル               | 特命全権大使     | 1933年6月3日   | 1933年9月18日  | 1938年10月29日 |       |
| 31 | ノーマン・アーマー                     | 特命全権大使     | 1939年5月18日  | 1939年6月19日  | 1944年6月29日  |       |
| 32 | スプライル・ブレイデン                 | 特命全権大使     | 1945年5月8日   | 1945年5月21日  | 1945年9月23日  |       |
| 33 | ジョージ・メッサースミス               | 特命全権大使     | 1946年4月12日  | 1946年5月23日  | 1947年6月12日  |       |
| 34 | ジェームズ・ブルース                   | 特命全権大使     | 1947年7月12日  | 1947年8月21日  | 1949年8月20日  |       |
| 35 | スタントン・グリフィス                 | 特命全権大使     | 1949年9月22日  | 1949年11月17日 | 1950年9月23日  |       |
| 36 | エルズワース・バンカー                 | 特命全権大使     | 1951年3月13日  | 1951年5月8日   | 1952年3月12日  |       |
| 37 | アルバート・ナファー                   | 特命全権大使     | 1952年5月29日  | 1952年8月14日  | 1956年5月12日  |       |
| 38 | ウィラード・ビューラック               | 特命全権大使     | 1953年7月17日  |                |                | [ 1 ] |
| 38 | ウィラード・ビューラック               | 特命全権大使     | 1956年5月10日  | 1956年6月1日   | 1960年8月2日   |       |
| 39 | ロイ・リチャード・ラボトム             | 特命全権大使     | 1960年7月29日  |                |                | [ 3 ] |
| 39 | ロイ・リチャード・ラボトム             | 特命全権大使     | 1960年8月27日  | 1960年10月20日 | 1961年10月19日 |       |
| 40 | ロバート・マクリントック               | 特命全権大使     | 1962年2月6日   | 1962年2月14日  | 1964年5月10日  |       |
| 41 | エドウィン・マーティン                 | 特命全権大使     | 1964年1月29日  | 1964年6月11日  | 1968年1月5日   |       |
| 42 | カーター・バージェス                   | 特命全権大使     | 1968年7月24日  | 1968年8月21日  | 1969年3月14日  |       |
| 43 | ジョン・デイヴィス・ロッジ             | 特命全権大使     | 1969年5月27日  | 1969年7月23日  | 1973年11月10日 |       |
| 44 | ロバート・ヒル                         | 特命全権大使     | 1973年12月19日 | 1973年2月15日  | 1977年5月10日  |       |
| 45 | ラウル・ヘクター・カストロ             | 特命全権大使     | 1977年9月15日  | 1977年11月16日 | 1980年7月30日  |       |
| 46 | ヘンリー・シュラウドマン               | 特命全権大使     | 1980年10月2日  | 1980年11月4日  | 1983年8月26日  |       |
| 47 | フランク・オルティス                   | 特命全権大使     | 1983年11月18日 | 1983年11月29日 | 1986年8月29日  |       |
| 48 | セオドア・ギルドレッド                 | 特命全権大使     | 1986年10月16日 | 1986年11月6日  | 1989年3月31日  |       |
| 49 | テレンス・トッドマン                   | 特命全権大使     | 1989年4月20日  | 1989年6月13日  | 1993年6月28日  |       |
|    | ウィリアム・グラハム・ウォーカー       | 特命全権大使     | 1992年5月12日  |                |                | [ 7 ] |
| 50 | ジェイムズ・リチャード・チーク         | 特命全権大使     | 1993年5月28日  | 1993年7月19日  | 1996年12月18日 |       |
|    | ロナルド・ゴダード                     | 臨時代理大使     | 1996年12月     |                | 1997年10月     |       |
|    | マニュエル・ロチャ                     | 臨時代理大使     | 1997年10月     |                | 2000年7月      |       |
|    | ハッサン・ネマジー                     | 特命全権大使     | 1999年1月6日   |                |                | [ 1 ] |
| 51 | ジェイムズ・ドナルド・ウォルシュ       | 特命全権大使     | 2000年6月14日  | 2000年7月3日   | 2003年5月21日  |       |
| 52 | リノ・グティエレス                     | 特命全権大使     | 2003年4月16日  | 2003年10月15日 | 2006年4月8日   |       |
| 53 | アール・アンソニー・ウェイン           | 特命全権大使     | 2006年8月1日   | 2007年1月19日  | 2009年4月6日   |       |
| 54 | ノア・マメット                         | 特命全権大使     | 2014年12月2日  | 2015年1月21日  | 2017年1月20日  |       |
| 55 | エドワード・C・プラド                  | 特命全権大使     | 2018年3月22日  | 2018年5月15日  | 2021年1月20日  |       |
|    | メアリーケイ・カールソン               | 臨時代理大使     | 2021年1月20日  |                | 2022年1月24日  |       |
| 57 | マーク・スタンリー                     | 特命全権大使     | 2021年12月18日 | 2022年1月24日  | 2025年1月17日  |       |
|    | アビゲイル・L・ドレッセル              | 臨時代理大使     | 2025年1月18日  |                |                |       |